# Camille Berlin
Pour les articles homonymes, voir Berlin (homonymie).
Camille Berlin, née le 6 février 1866 dans le 4e arrondissement de Paris et morte à une date inconnue après 1930, est une artiste peintre française.

## Biographie

### Famille et jeunesse
Camille Berlin naît à Paris en 1866, d'Étienne Napoléon Berlin et de Félicie Léontine Esmieu, son épouse. Ses parents se sont mariés en 1863 et sa sœur aînée, Berthe Antoinette Félicie, est née neuf mois plus tard,. Le père, instituteur, est directeur d'école communale à la naissance de Camille Berlin.

### Formation
Camille Berlin apprend la peinture avec Benjamin Constant, Jean-Paul Laurens à l'Académie Julian, ainsi qu'avec Henri Martin.

### Carrière artistique
Camille Berlin expose au Salon des artistes français dès 1889 et obtient une mention en 1900. Elle reçoit une médaille d'argent à l'exposition internationale d'Angers en 1895. Elle participe à différentes expositions à Troyes, Nantes, Angers et Montauban.
Son atelier de peinture se trouve au 65, rue de Malte,.
Elle rejoint l'union des femmes peintres et sculpteurs en 1892.
En 1901, Camille Berlin est nommée officier d’académie, puis officier de l'instruction publique en 1912.
En 1914, son tableau Autoportrait dans l'atelier est exposé au 3e Salon des femmes peintres et sculpteurs.
Elle s’établit à Toulon vers 1920,, au 1 impasse Jeanne, faubourg du Mourillon, puis à La Seyne-sur-Mer, avenue Frédéric-Mistral, villa Clair Logis, vers 1928. Après avoir revendu sa propriété, le 5 juin 1930, elle vit en 1931 à Marseille, 14 quai du Port. On perd sa trace après cette date.

## Collections publiques
- Fillette aux cerises, 1907, huile sur toile, 46 × 55 cm ; musée Saint-Nazaire de Bourbon-Lancy[18].
- Autoportrait dans l'atelier, huile sur toile, 100 × 80 cm ; musée d'Art de Toulon.

Œuvres de Camille Berlin
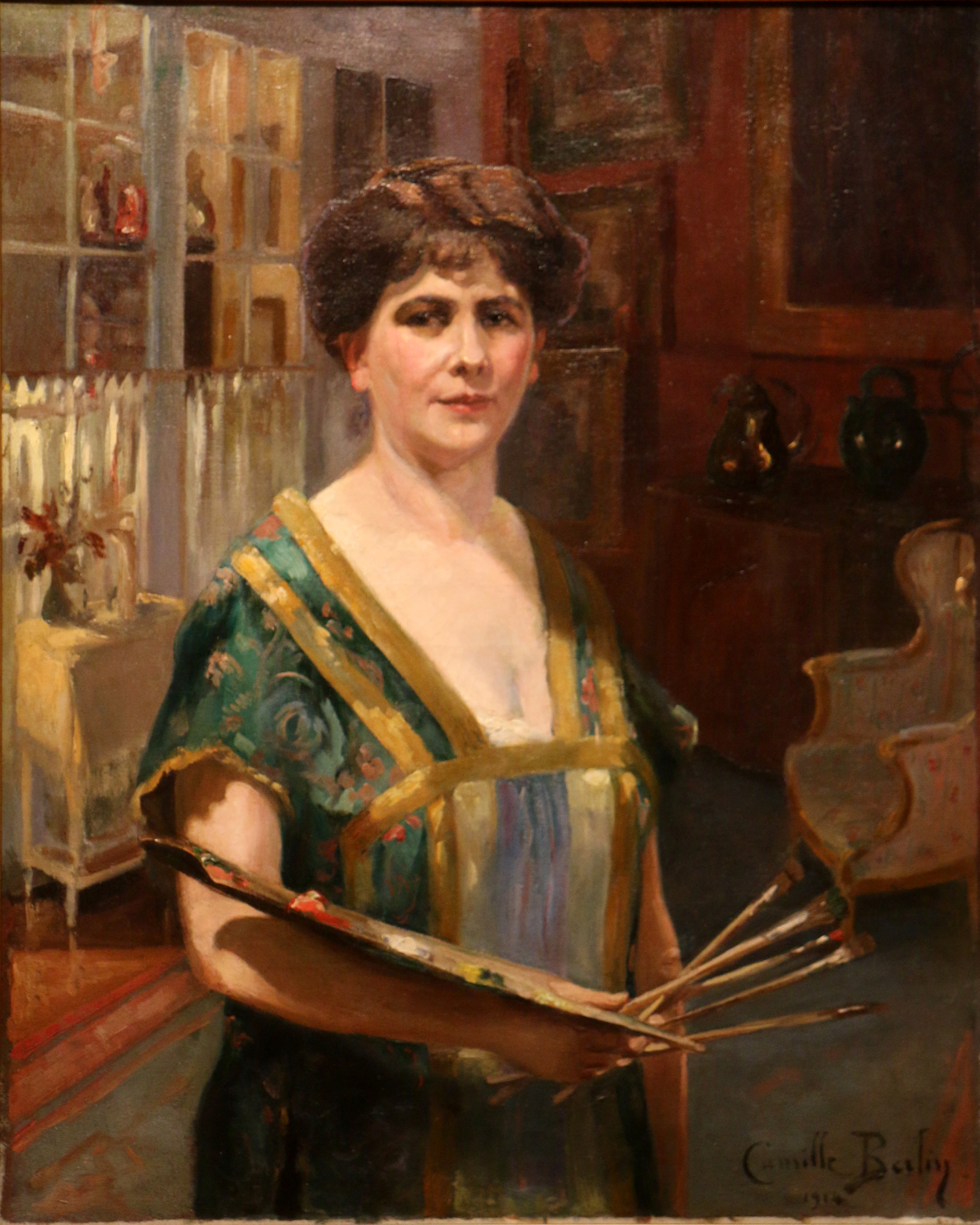
Autoportrait (1914), musée d'Art de Toulon.
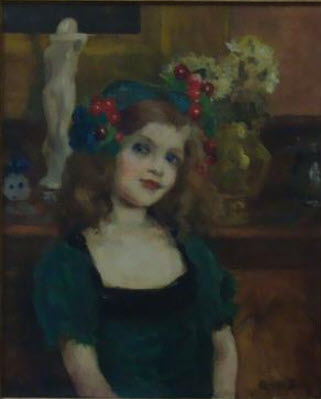
Fillette aux cerises (1907), musée Saint-Nazaire de Bourbon-Lancy.

## Hommage
En 2016, le musée d'art de Toulon expose son Autoportrait dans l'atelier, dans le cadre de l'exposition Elles s'exposent, qui présente une centaine d’œuvres d'artistes femmes conservées dans ses collections. À cette occasion, un article paru dans Var-Matin présente Camille Berlin comme « une Toulonnaise ».

## Expositions
- Elles s'exposent, musée d'art de Toulon, Toulon, 2016

## Distinctions
- Officier d'académie (1901).
- Officier de l'Instruction publique (1912).